# Mariano del Castillo
Mariano del Castillo Rodríguez (Madrid, 11 de junio de 1943 - Navacerrada, 9 de enero de 2016) fue director del Instituto de Técnicas Educativas de la Confederación Española de Centros de Enseñanza (CECE), donde había trabajado los últimos veinticinco años.  En el ámbito docente fue profesor, tutor, director, técnico y gestor educativo. Perteneció al Opus Dei desde 1960.

## Vida
Mariano del Castillo estudió Ciencias Físicas en las Universidades de Zaragoza y Madrid. Realizó su labor docente en diversas instituciones educativas: Colegio Mayor Miraflores (Zaragoza), colegio Xaloc (Hospitalet de Llobregat), y Colegio Tajamar (Madrid). En este último centro docente, "con su visión de la innovación educativa, puso el germen de lo que años después se ha convertido en una de las apuestas del sistema educativo, el bilingüismo".
En 1994 llegó a la Confederación Española de Centros de Enseñanza (CECE) donde permanecería hasta su fallecimiento. Allí se hizo cargo de la formación de profesores y personal directivo y auxiliar de los centros asociados; y de la preparación de jornadas, congresos y publicaciones de la Confederación. 
Con el fin de ofrecer un servicio a la comunidad educativa española, creó el Instituto de Técnicas Educativas (ITE), dirigió tanto el desarrollo de programas europeos de la CECE, como los grupos de trabajo sobre Formación Profesional e Innovación y Tecnología Educativa (INTEC). Y fue uno de los principales precursores de la Asociación Madrileña de Empresas Privadas de Enseñanza (AMEPE).
Cuando el Gobierno de José Luis Rodríguez Zapatero presentó el anteproyecto de la Ley Orgánica de Educación (LOE), Mariano del Castillo contribuyó a la creación de una plataforma civil contra la LOE. Dicha plataforma estaba constituida por diez entidades del ámbito educativo y familiar: las asociaciones de padres de alumnos CONCAPA y COFAPA; las patronales CECE, ANCEE y PTE; los sindicatos de profesionales de la educación USO y APS; los sindicatos de alumnos CES y CODE y el Foro Español de la Familia. Esta plataforma convocó la manifestación del 12 de noviembre de 2005 en Madrid.
Una de sus aficiones era el montañismo. En la mañana del 9 de enero de 2016 falleció en una de las excursiones que realizaba cada fin de semana por la Sierra norte de Madrid.

## Cargos que ha ocupado
- Director del Colegio Mayor Universitario Miraflores (1964-1970).
- Director del Colegio Xaloc (1970-1987).
- Director del Instituto Tajamar (1986-1994).
- Director del Instituto de Técnicas Educativas de la Confederación Española de Enseñanza (CECE) (1994-2016)
- Miembro de la Comisión de Educación y Formación de la CEOE.
- Vicepresidente del Consejo General de la Formación Profesional.
- Vocal de la Junta directiva del CEIM.